# Thomas Thynne (2e vicomte Weymouth)
Pour les articles homonymes, voir Thomas Thynne.
Thomas Thynne, 2e vicomte Weymouth (21 mai 1710 - 1751) de Longleat House dans le Wiltshire est un pair anglais, descendant de John Thynne (c.1515-1580) constructeur de Longleat.

## Biographie
Il est né le 21 mai 1710, fils de Thomas Thynne (mort en 1710) et de son épouse Mary Villiers. Son père est décédé un mois avant la naissance du jeune Thomas.

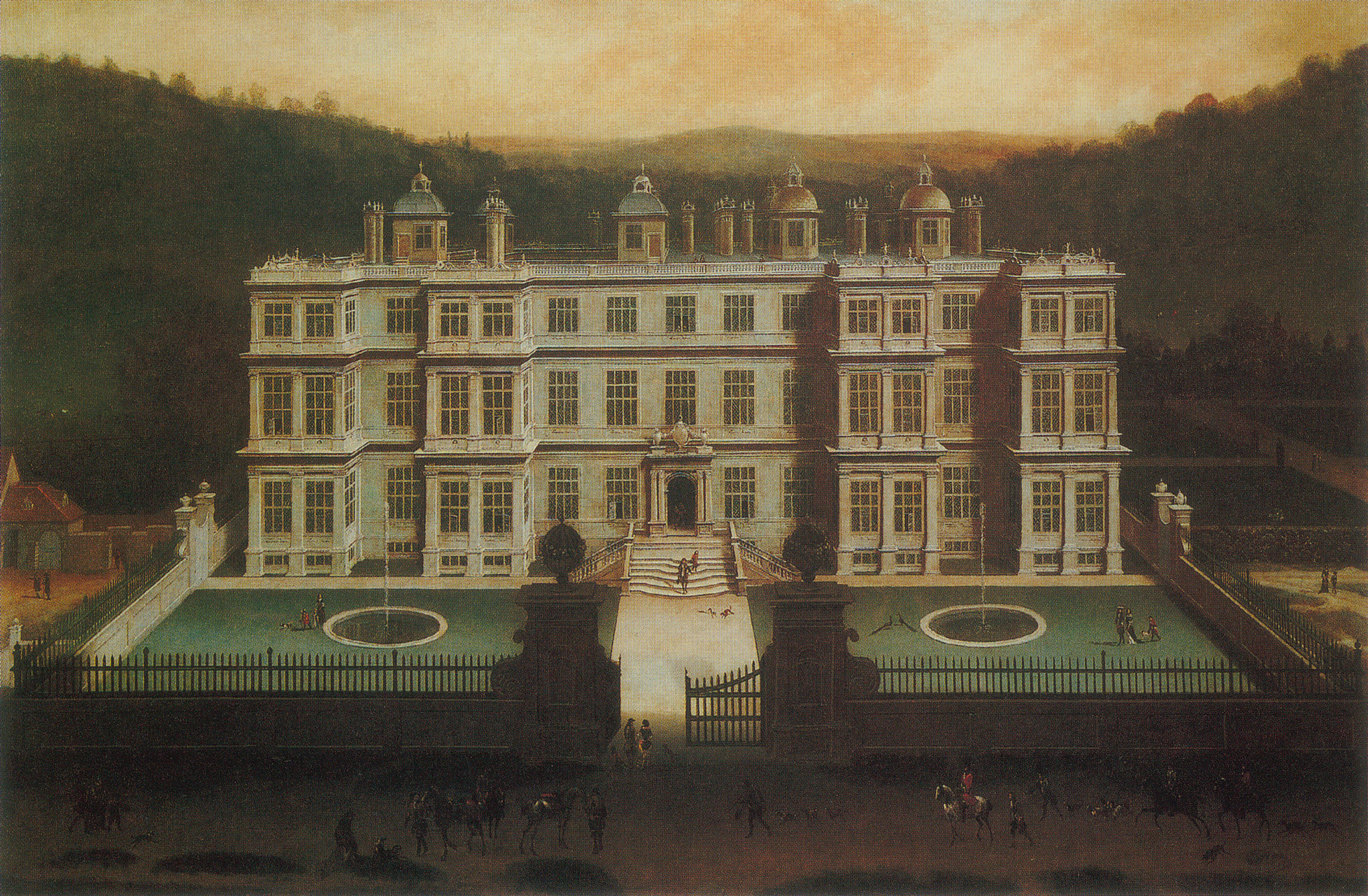
Longleat House, dont il a hérité à l'âge de 4 ans; peinture de Jan Siberechts, 1675

Le 28 juillet 1714, à l'âge de quatre ans, à la mort de son grand-oncle Thomas Thynne (1er vicomte Weymouth), il hérite de Longleat House et de ses grands domaines et accède à la baronnie de Thynne, de Kempsford, du Gloucestershire et (par des restes spéciaux) aux titres du baron Thynne de Warminster, Wiltshire et du vicomte Weymouth, de Dorset.
En 1733, il est nommé haut-commissaire de Tamworth et est également grand maître de la Première Grande Loge d'Angleterre de 1735 à 1736. Entre le 4 décembre 1739 et 1751, il occupe les postes royaux de gardien de Hyde Park, gardien de the Mall et Ranger de St James's Park tous dans la ville de Westminster. Peu de temps après sa nomination à Hyde Park, il commence la construction des lacs Serpentine à Longleat, apparemment à l'imitation de la serpentine de Hyde Park.

## Mariages et descendance
Il se marie deux fois : 
- Tout d'abord le 6 décembre 1726, à Elizabeth Sackville (décédée en 1729), fille de Lionel Sackville, 1er duc de Dorset.
- En secondes noces, il épouse Lady Louisa Carteret (vers 1712-1736), une fille de John Carteret, 2e comte Granville, 2e baron Carteret et cohéritière de son frère sans enfant Robert Carteret, 3e comte Granville, 3e baron Carteret (1721-1776). Du côté de son père, elle est l'arrière-petite-fille de John Granville (1er comte de Bath) (1628-1701), et le cousin germain de son père est William Granville, 3e comte de Bath (1692-1711), à la mort duquel Le comté de Bath s'éteint. Le titre de marquis de Bath est ensuite recréé pour son fils aîné en 1789, le titre de comte de Bath étant alors indisponible car il avait été recréé pour un membre de la famille Pulteney. Lorsque Louisa meurt en couches, au début de la vingtaine, son amie, Mary Delany, écrit: "La perte de son mari est irréparable." Pendant sa maladie, Mme Delany a écrit que "mon Lord Weymouth est comme un fou"[3]. Avec Louisa Carteret, il a deux fils[1] :
  - Thomas Thynne (1er marquis de Bath) (1734–1796), fils aîné et héritier, créé marquis de Bath en 1789. Il hérite de Longleat House et des vastes domaines de son père.
  - Henry Carteret (1er baron Carteret) (1735-1826), créé baron Carteret (2e création) en 1784. En tant que deuxième fils sous le système de Primogéniture, il ne s'attendait guère à un riche héritage. Cependant, en 1776, par loi du Parlement[4] il change son nom et ses armes en Carteret, conformément au testament de son oncle sans enfant Robert Carteret, 3e comte Granville, 3e baron Carteret (1721-1776). En 1784, il est créé baron Carteret, de Hawnes, relançant ainsi le deuxième titre de son oncle.

Il est mort le 12 janvier 1751, à Horningsham, Wiltshire, et y est enterré le 22 janvier.